# Charles Dufour
Pour les articles homonymes, voir Charles Dufour (professeur) et Dufour.
Charles Dufour, né en Normandie et mort à Rouen en 1679, est un ecclésiastique et controversiste français.

## Biographie
Neveu de Jean-Pierre Camus, Dufour était curé de Saint-Maclou et chanoine à Rouen, puis abbé commendataire de l'abbaye cistercienne d’Aulnay, dans le Calvados. Lié aux solitaires de Port-Royal, il critiqua sévèrement le jésuitisme de certains membres de la Compagnie de Jésus.

## Écrits
- Lettre des curés de Rouen pour demander la censure de l’Apologie des casuistes du P. Pirot, jésuite (1658) ;
- Mémoire pour faire connaitre l'esprit et la conduite de la Compagnie établie en la ville de Caen (1660, in-4°), avec Nicole, etc.
- Lettre à un docteur de Sorbonne sur le sujet de plusieurs Ecrits composez de la vie et de l'état de Marie des Vallées, du Diocèse de Coutances (1674).

## Source
- Pierre Larousse, Grand Dictionnaire universel du XIXe siècle, vol. 2, Paris, 1866, p. 1354.